# Collyweston
Collyweston är en ort och civil parish i Storbritannien.   Den ligger i grevskapet Northamptonshire och riksdelen England, i den sydöstra delen av landet, 130 km norr om huvudstaden London. Collyweston ligger 91 meter över havet och antalet invånare är 425.
Terrängen runt Collyweston är huvudsakligen platt. Collyweston ligger uppe på en höjd. Runt Collyweston är det ganska tätbefolkat, med 185 invånare per kvadratkilometer. Närmaste större samhälle är Peterborough, 19,5 km öster om Collyweston. Trakten runt Collyweston består till största delen av jordbruksmark.